# Comemierda

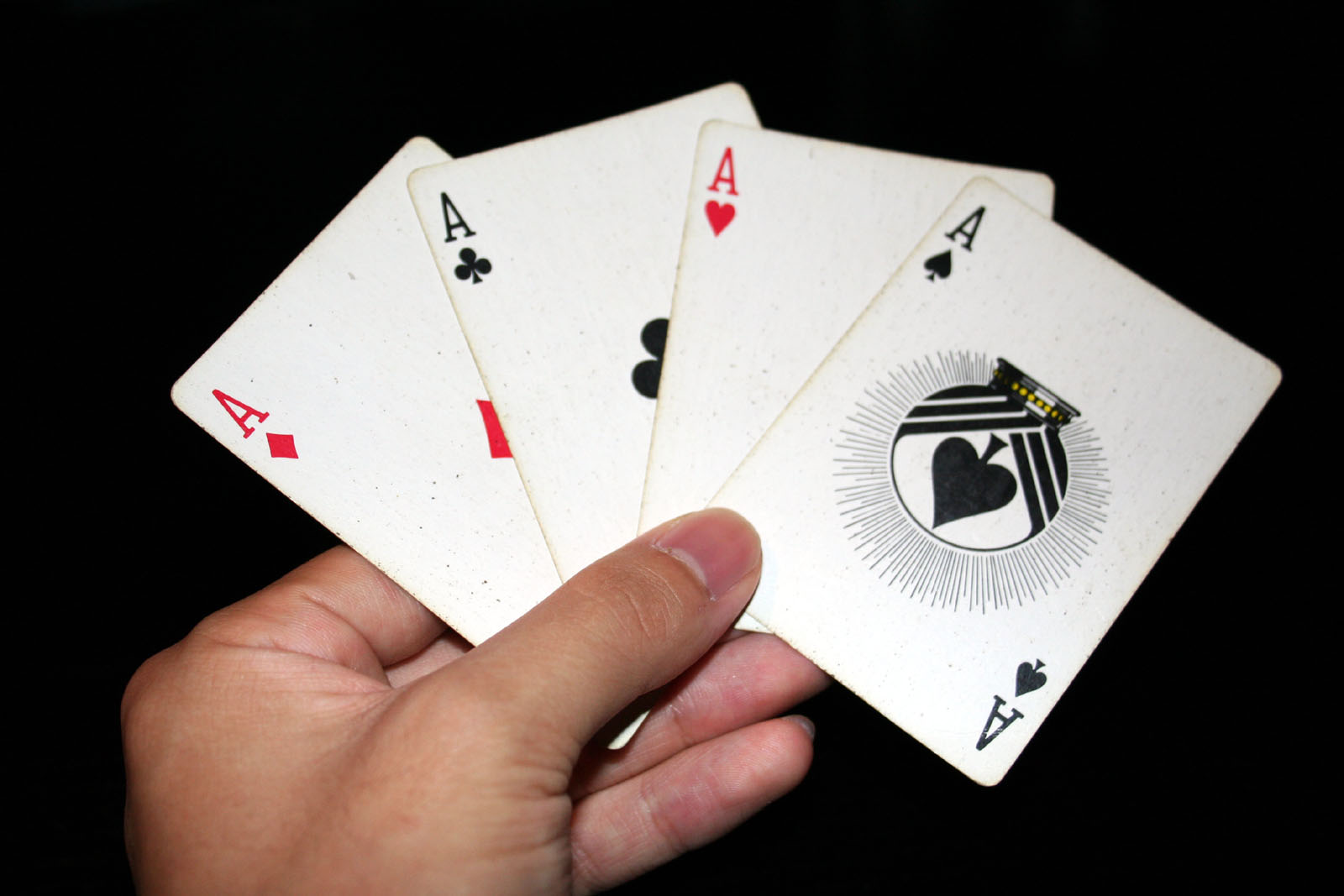
comemierda

Comemierda, también llamado culo o capitalista, es un juego de mesa dentro de la categoría de juego de naipes que coge su nombre del apelativo con el que se bautiza al perdedor de cada partida.
Es un juego altamente competitivo que incita a la lucha amistosa (o no, pese a lo duro de las consecuencias para el perdedor) entre jugadores haciendo que quien queda Comemierda deba emplearse a fondo para salir de ese puesto en sucesivas partidas.

## Objetivo
El objetivo es descartar todas las cartas que hay en la mano.

## Dinámica de juego
Se comienza repartiendo cartas entre el número de miembros que formen la partida (preferiblemente cuatro o cinco para que todos tengan la misma cantidad de cartas). La primera partida la comienza quien tenga el 3 de oros.
El jugador que tenga dicha carta no necesariamente debe de tirarla en la primera ronda.
Respetando el turno y siguiendo el orden antihorario, en cada ronda la persona que la inicia tira una carta, una pareja, un trío o un cuarteto (siempre de cartas del mismo valor), y los compañeros han de echar una carta (o pareja, trío o cuarteto, pero siempre lo mismo que haya echado quien haya comenzado la ronda) de mayor o igual valor. Una ronda se acaba cuando todos los jugadores pasan. El último jugador que tiró una carta es el encargado de iniciar la siguiente ronda.

### Orden de importancia de las cartas
De mayor a menor:
- Doses (Comodines)
- Ases
- Reyes
- Caballos
- Sotas
- Sietes
- Seises
- Cincos
- Cuatros
- Treses

### Puestos en el juego
- Ganador = Presidente
- Segundo = Vicepresidente
- Intermedios = Neutro (o pueblo)
- Penúltimo = Mierda (vicecomemierda, viceculo o caca)
- Último = Comemierda (culo, putacaca o comemierda)

### Nuevo juego
Cuando ya se ha realizado una partida previa, comienza con la primera carta el comemierda y le siguen el resto de jugadores respetando el orden antihorario.
Además el comemierda debe dar sus dos mejores cartas al presidente (las más altas, según el orden antes mencionado) y el presidente le dará sus dos peores cartas. El vicepresidente y el mierda intercambian una carta del mismo modo.
En caso de que jueguen tres personas el intercambio de cartas será diferente. El comemierda puede dar al presidente tan solo la mejor carta y el presidente le dará su peor carta o la que quiera.